# Giuseppe Sciortino
Pour les articles homonymes, voir Sciortino.
Giuseppe Sciortino est un avocat et homme politique canadien né à Cattolica Eraclea en Sicile (Italie) en 1949 et mort le 31 juillet 2024, au Canada. D’origine italienne, ses parents immigrent lorsqu’il est adolescent.
Comme avocat, Giuseppe Sciortino pratique pour le cabinet spécialisé en droit du travail « Melançon Marceau Grenier et Sciortino », dont il est un des associés fondateurs.
En politique, Giuseppe Sciortino s'engage d’abord au sein du Nouveau Parti démocratique (NPD) avant de militer au sein du Parti québécois (PQ). Il est candidat du NPD et brigue une investiture péquiste.

## Biographie

### Comme juriste

#### Affaire Victor Regalado
Dans les années 1980, Giuseppe Sciortino représente le journaliste salvadorien Victor Regalado, l'une des premières personnes, au Canada, à être détenues sur un certificat de sécurité. À l’époque, les ministres Robert Kaplan et Lloyd Axworthy avaient ordonné l'arrestation et la déportation de Regalado, alléguant que sa présence au Canada était préjudiciable à l'intérêt national. Après de nombreuses procédures judiciaires, une motion soutenant Regalado déposée par le NPD en Chambre des communes, Sciortino porte l'affaire devant la Commission des droits de l'homme des Nations unies en faisant valoir que l’utilisation par le gouvernement de preuves gardées secrètes constituait une violation des droits civiques et judiciaires fondamentaux de Regalado. Regalado a finalement été autorisé à demeurer au Canada. Les accusations initiales, portées contre lui, n'ont jamais été rendues publiques.

#### Autres causes médiatisées
Comme avocat, Giuseppe Sciortino a aussi représenté la Centrale des syndicats démocratiques (CSD) en 1999 lors d'un conflit entre les camionneurs indépendants du Québec et le gouvernement québécois.
En 2002, il a représenté les étudiantes de l’Université Concordia qui s’opposaient à un moratoire sur les manifestations liées aux conflits au Proche-Orient.

#### Causes reliées à la grève étudiante de 2012
En 2011, lui et quelques-uns de ses collègues du cabinet Melançon Marceau Grenier et Sciortino défendent plusieurs associations étudiantes faisant face à des demandes d'injonction dans le cadre de la grève étudiante québécoise de 2012. 
Giuseppe Sciortino a aussi défendu le leader étudiant Gabriel Nadeau-Dubois lors d'une poursuite pour outrage au tribunal.
Nadeau-Dubois était poursuivi pour avoir inciter les étudiants à passer outre une injonction ordonnant à l'Association des étudiants en arts plastiques de l'Université Laval de laisser libre accès aux salles de cours. Le 1er novembre 2012, le juge Denis Jacques de la Cour supérieure déclare Gabriel Nadeau-Dubois coupable d'outrage au tribunal, ordonnant par la suite 240 heures de travaux communautaires. L'affaire a été portée en appel par Nadeau-Dubois et la Cour d'appel a rendu son jugement le 21 janvier 2015.
Giuseppe Sciortino faisait également partie du groupe d'avocats mandatés par les fédérations et associations étudiantes québécoises pour contester la Loi 78. Ce recours a été abandonné vu l'abolition de la loi par le gouvernement Pauline Marois.

### Politique

#### Au Nouveau Parti démocratique (NPD)
À l'élection générale québécoise de 1985, Giuseppe Sciortino s’est présenté pour  le Nouveau Parti démocratique du Québec dans la circonscription de Viau (comptant une nombreuse population d’origine immigrée italienne).
Pendant la campagne, il a été désigné comme porte-parole du NPD au Québec pour les communautés culturelles. Le NPD avait une présence très faible au Québec durant cette période, mais Sciortino a tout de même terminé troisième.
À l'approche de l'élection fédérale canadienne de 1988, Giuseppe Sciortino devance deux candidats pour gagner l'investiture du NPD dans Rosemont.  Considéré comme l'un des meilleurs candidats du parti au Québec, Sciortino n’a pas caché ses sympathies envers les nationalistes québécois et il a exprimé son soutien à la Charte de la langue française,. Sciortino a terminé troisième dans cette circonscription, alors qu’une hausse de l'appui du NPD chez les électeurs francophones de Montréal est constatée.

#### Parti québécois
Giuseppe Sciortino quitte ensuite le NPD pour devenir un membre du Parti québécois (PQ). Il siège au sein du comité exécutif national. Cette nomination a été perçue comme une ouverture du parti vers la population allophone du Québec. En 1994, Sciortino brigue l'investiture péquiste dans Mercier (Montréal). Sa candidature a été largement considérée comme un développement important pour le PQ dans la construction d'une base plus forte chez les électeurs allophones. Sciortino remporte d'abord l'investiture dans une lutte serrée avec Robert Perreault, mais le résultat est annulé en raison d'irrégularités de vote,,,,.  Bien qu'il ait reçu une approbation de chef du parti, Jacques Parizeau, Sciortino a été défait par Perreault lors d’une deuxième investiture,.
Le course à l'investiture a été très controversée. Sciortino prétend que les partisans de Perreault l’avaient dépeint comme un communiste et qu’on l’avait attaqué sur la base de son origine ethnique.
À l'élection de 1994, le PQ obtient une majorité à l’Assemblée nationale. Sciortino demeure d'abord membre du comité exécutif du parti, et soutient l'option souverainiste lors du référendum de 1995. Après la courte défaite référendaire, il reconnaît que les efforts du PQ envers les électeurs d’origine immigrante n'avaient pas été couronnés de succès.  Il démissionne de l'exécutif du PQ en avril 1996 et s’est largement retiré des activités du PQ depuis.

#### Engagement auprès de la communautéitalo-québécoise
En octobre 1996, Giuseppe Sciortino, avec d'autres fédéralistes et souverainistes québécois d’origine italienne, signe un manifeste reconnaissant le droit de tous les Québécois à déterminer leur avenir politique. Ce manifeste appelle à une réforme dans la culture politique de la communauté italienne du Québec et il encourage le PQ à reconnaître pleinement que le Québec est désormais une société plurielle,.